# Blåhat (slægt)
Blåhat (Knautia) er en slægt med ca. 60 arter, der er udbredt i Nordvestafrika, Mellemøsten og Europa med tyngdepunktet i det sydlige Europa. Det er en- eller flerårige urteagtige planter med runde og tornløse stængler. Bladene sidder modsat og er hele til fjersnitdelte. Blomsterne er samlet i flade og langstilkede hoveder. De enkelte blomster er 4-tallige (til forskel fra de 5-tallige skabioseblomster) og uregelmæssige med blåviolette, purpurrøde til gulligt-hvide kronblade. Randblomsterne er gerne større med udstående kronblade. Frugterne er nøddeagtige delfrugter med kun ét frø, der er forsynet med myrelegeme.
| Beskrevne Arter |

- Blåhat (Knautia arvensis)
- Makedonsk blåhat (Knautia macedonica)
- Purpurblåhat (Knautia purpurea)

| Andre Arter |

- Knautia dipsacifolia
- Knautia drymeia
- Knautia kitaibelii
- Knautia longifolia
- Knautia carinthiaca
- Knautia norica